# Seznam medailistů na halovém mistrovství světa – štafeta 4 × 400 m

## Muži – (štafeta 4 × 400 m)
Muži – od roku 1991

| Rok  | Místo      | Zlato                                                             | Výkon vítěze                     | Stříbro                          | Bronz                            |
| ---- | ---------- | ----------------------------------------------------------------- | -------------------------------- | -------------------------------- | -------------------------------- |
| 1991 | Sevilla    | Německo                                                           | 3:03,05                          | USA                              | Itálie                           |
| 1993 | Toronto    | USA                                                               | 3:04,20                          | Trinidad a Tobago                | Japonsko                         |
| 1995 | Barcelona  | USA                                                               | 3:07,37                          | Itálie                           | Japonsko                         |
| 1997 | Paříž      | USA                                                               | 3:04,93                          | Jamajka                          | Francie                          |
| 1999 | Maebaši    | USA                                                               | 3:02,83                          | Polsko                           | Velká Británie                   |
| 2001 | Lisabon    | Polsko                                                            | 3:04,47                          | Rusko                            | Jamajka                          |
| 2003 | Birmingham | Jamajka                                                           | 3:04,21                          | Velká Británie                   | Polsko                           |
| 2004 | Budapešť   | Jamajka                                                           | 3:05,21                          | Rusko                            | Irsko                            |
| 2006 | Moskva     | USA                                                               | 3:03,24                          | Polsko                           | Rusko                            |
| 2008 | Valencie   | USA                                                               | 3:06,79                          | Jamajka                          | Dominikánská republika           |
| 2010 | Dauhá      | USA                                                               | 3:03,40                          | Belgie                           | Velká Británie                   |
| 2012 | Istanbul   | Velká Británie                                                    | 3:04,72                          | Trinidad a Tobago                | Rusko                            |
| 2014 | Sopoty     | USA                                                               | 3:02,13                          | Velká Británie                   | Jamajka                          |
| 2016 | Portland   | USA                                                               | 3:02,45                          | Bahamy                           | Trinidad a Tobago                |
| 2018 | Birmingham | Polsko Karol Zalewski Rafał Omelko Łukasz Krawczuk Jakub Krzewina | 3:01,77 – RHMS                   | USA                              | Belgie                           |
| 2020 | Nanking    | zrušeno kvůli pandemii covidu-19                                  | zrušeno kvůli pandemii covidu-19 | zrušeno kvůli pandemii covidu-19 | zrušeno kvůli pandemii covidu-19 |
| 2022 | Bělehrad   | Belgie                                                            | 3:06.52                          | Španělsko                        | Nizozemsko                       |
| 2024 | Glasgow    | Belgie                                                            | 3:02,54                          | USA                              | Nizozemsko                       |
| 2025 | Nanking    | USA                                                               | 3:03,13                          | Jamajka                          | Maďarsko                         |

## Ženy – (štafeta 4 × 400 m)
Ženy – od roku 1991

| Rok  | Místo      | Zlato                                                                    | Výkon vítěze                     | Stříbro                          | Bronz                            |
| ---- | ---------- | ------------------------------------------------------------------------ | -------------------------------- | -------------------------------- | -------------------------------- |
| 1991 | Sevilla    | Německo                                                                  | 3:27,22                          | SSSR                             | USA                              |
| 1993 | Toronto    | Jamajka                                                                  | 3:32,32                          | USA                              | doběhly jen 2 štafety            |
| 1995 | Barcelona  | Rusko                                                                    | 3:29,29                          | Česko                            | USA                              |
| 1997 | Paříž      | Rusko                                                                    | 3:26,84                          | USA                              | Německo                          |
| 1999 | Maebaši    | Rusko                                                                    | 3:24,25                          | Austrálie                        | USA                              |
| 2001 | Lisabon    | Rusko                                                                    | 3:30,00                          | Jamajka                          | Německo                          |
| 2003 | Birmingham | Rusko                                                                    | 3:28,45                          | Jamajka                          | USA                              |
| 2004 | Budapešť   | Rusko                                                                    | 3:23,88                          | Bělorusko                        | Rumunsko                         |
| 2006 | Moskva     | Rusko                                                                    | 3:24,91                          | USA                              | Bělorusko                        |
| 2008 | Valencie   | Rusko                                                                    | 3:28,17                          | Bělorusko                        | USA                              |
| 2010 | Dauhá      | USA                                                                      | 3:27,34                          | Rusko                            | Česko                            |
| 2012 | Istanbul   | Velká Británie                                                           | 3:28,76                          | USA                              | Rusko                            |
| 2014 | Sopoty     | USA                                                                      | 3:24,83                          | Jamajka                          | Velká Británie                   |
| 2016 | Portland   | USA                                                                      | 3:26,38                          | Polsko                           | Rumunsko                         |
| 2018 | Birmingham | Quanera Hayesová Georganne Molineová Shakima Wimbleyová Courtney Okolová | 3:23,85 – RHMS                   | Polsko                           | Velká Británie                   |
| 2020 | Nanking    | zrušeno kvůli pandemii covidu-19                                         | zrušeno kvůli pandemii covidu-19 | zrušeno kvůli pandemii covidu-19 | zrušeno kvůli pandemii covidu-19 |
| 2022 | Bělehrad   | Jamajka                                                                  | 3:28,40                          | Nizozemsko                       | Polsko                           |
| 2024 | Glasgow    | Nizozemsko                                                               | 3:25,07                          | USA                              | Spojené království               |
| 2025 | Nanking    | USA                                                                      | 3:27,45                          | Polsko                           | Austrálie                        |